# 瀬川雅人
瀬川 雅人（せがわ まさひと、生没年不詳）は、日本の俳優。実写版の鉄腕アトムで主演し、映画版の『まぼろし探偵』に少年探偵団の一員として出演する。一時期、吉田拓郎のバックで演奏を担当していた事もあった。

## 出演作品

### テレビ
- 鉄腕アトム（1959年 - 1960年）- 鉄腕アトム / 天馬トビオ 役

### 映画
- まぼろし探偵（1960年）
- 東京おにぎり娘（1961年）- 弟太郎 役
- 大主世物語（1961年）- 武夫 役

| スタブアイコン | サブスタブ | この項目は、まだ閲覧者の調べものの参照としては役立たない、俳優（男優・女優）に関連した書きかけの項目です。この項目を加筆・訂正などしてくださる協力者を求めています（P:映画/PJ芸能人）。 |